# Baluchíes
Los baluchíes (بلوچ; también balochis, beluchos o beluchi) son miembros de un grupo de tribus iranias que hablan el idioma baluchi, que es un idioma iranio del noroeste. Habitan en la provincia de Baluchistán en Pakistán, además de algunas áreas vecinas de Irán, Afganistán, Baréin y el Punyab (India).
Habitan principalmente terrenos montañosos, que les han permitido mantener una identidad cultural distintiva y resistir la dominación por gobernantes vecinos. Los beluchi son predominantemente musulmanes, la mayor parte pertenecen a la escuela hanafí de pensamiento del sunismo, pero también hay un número significativo pertenecientes a la escuela de pensamiento chiita en Beluchistán. Cerca del 70 % de la población total de beluchíes vive en Pakistán. Alrededor de un 25 % se encuentra en la contigua región del sureste de Irán. La población beluchi se estima en alrededor de 8 800 000 personas. «En Pakistán, el pueblo beluchi está dividido en dos grupos, los sulaimaníes y los makrani, separados entre sí por un bloque compacto de tribus brahui».

## Demografía
La población de habla beluchi se estima que está entre 20 y 30 millones. Sin embargo, el número exacto de beluchi y de aquellos que dicen que tienen ascendencia beluchi es difícil de determinar.
Es posible que haya más beluchi que simplemente aquellos que reclaman el beluchi como su lengua materna. Esto, sin embargo, suscita la cuestión de quién es beluchi y quién no pues muchos pueblos que los rodean dicen ser de ascendencia beluchi, pero no hablan el idioma. Los brahui, que han vivido cerca de los beluchi, han absorbido una mezcla lingüística y genética de los beluchi y en muchos casos son difíciles de distinguir. A pesar de que hay muy pocas diferencias culturales con los beluchi, los brahui aún son considerados un grupo separado debido a la diferencia idiomática. El número de población más alto para los beluchi puede sólo ser posible si un gran número de "beluchi" son incluidos que hablan otro idioma diferente, como los saraikis, sindhi y brahui, quienes a menudo reclama tener ascendencia beluchi. Muchos beluchi fuera de Beluchistán son también bilingües o de unos antepasados mixtos debido a su proximidad con otros grupos étnicos incluyendo los sindhis, brahui, persas, saraikis y pastunes. Hay también un gran número de beluchi que han emigrado o viven en provincias vecinas del Beluchistán durante siglos. Además, hay muchos beluchi ubicados en otras partes del mundo, con el grueso de ellos viviendo en los países del Golfo pérsico. Hay una población significativa de beluchi en países occidentales como Suecia y Australia. Se sabe que muchos beluchis se asentaron en Australia en los años 1800 y ahora hay una cuarta generación de beluchis viviendo aún en Australia, principalmente en Perth.

Principales grupos étnicos de Pakistán y zonas vecinas, 1980. Los beluchis están en rosa.

La región de Beluchistán está dividida en tres partes: el pakistaní, el iraní y las partes meridionales del Beluchistán afgano. Se ha realizado investigación por varios autores, que los antecesores beluchis se remontan a la época del Imperio Medo, cuando las tribus beluchis o las tribus kurdas fueron enviadas a proteger las fronteras del Imperio medo en las regiones de Makrán y Torán.

### Beluchis en Omán
Los beluchis meridionales de Omán comenzaron a emigrar desde el Beluchistán costero a las tierras árabes hace unos doscientos años, antes de que se descubriera petróleo en esa zona. Los beluchis de Omán han mantenido sus diferencias étnicas y lingüísticas. Los beluchis meridionales componen aproximadamente un 35% de la población del país. 

## Historia
Mencionados en el siglo X en las crónicas árabes, ellos probablemente son originarios de la altiplanicie iraní.

## Economía
La economía beluchi tradicional se basa en una combinación de agricultura y pastoreo seminómada. Tradicionalmente los baluchis son nómadas, pero sus asentamientos agrícolas se han vuelto más comunes. Crían camellos y demás ganado, dedicándose también a la confección de alfombras y bordados.